# Gullpucken
Gullpucken er en ærespris, der tildeles årets bedste norske ishockeyspiller. Prisen er blevet tildelt årligt siden 1959 og støttes af Norges Ishockeyforbund. 

Vinder:
| - 2019 Tobias Lindström, Vålerenga - 2018 Ken André Olimb, Linköping - 2016 Mats Zuccarello, New York Rangers - 2017 Mats Zuccarello, New York Rangers - 2015 Mathis Olimb, Frölunda - 2014 Jonas Holøs, Lokomotiv Jaroslavl - 2013 Lars Haugen, Dinamo Minsk - 2012: Patrick Thoresen, SKA Sankt Petersborg - 2011: Anders Bastiansen, Färjestad - 2010: Mats Zuccarello, MODO - 2009: Patrick Thoresen, HC Lugano - 2008: Mats Trygg, Kölner Haie - 2007: Anders Bastiansen, Mora - 2006: Tore Vikingstad, Düsseldorf - 2005: Ingen utdelning - 2004: Ingen utdelning - 2003: Tommy Jakobsen, Düsseldorf - 2002: Mats Trygg, Färjestad - 2001: Ingen utdelning - 2000 Pål Johnsen, Storhamar - 1999 Svein Enok Nørstebø, Trondheim - 1998 Morten Finstad, Stjernen - 1997 Petter Salsten, Storhamar - 1996 Ole Eskild Dahlstrøm, Storhamar - 1995 Trond Magnussen, Lillehammer Ik - 1994 Espen Knutsen, Vålerenga - 1993 Jim Marthinsen, Vålerenga - 1992 Jon Magne Karlstad, Vålerenga - 1991 Geir Hoff, Furuset - 1990 Stephen Foyn, IL Sparta - 1989 Jim Marthinsen, Trondheim - 1988 Petter Salsten, Furuset - 1987 Ørjan Løvdal, Stjernen - 1986 Ørjan Løvdal, Stjernen - 1985 Erik Kristiansen, Storhamar | - 1984 Øivind Løsåmoen, Storhamar - 1983 Trond Abrahamsen, Manglerud/Star - 1982 Geir Myhre, Sparta - 1981 Bjørn Skaare, Furuset - 1980 Geir Myhre, Hasle/Løren - 1979 Morten Sethereng, Frisk - 1978 Roar Øfstedal, Manglerud/Star - 1977 Jørn Goldstein, Manglerud/Star - 1976 Svein Pedersen, Hasle/Løren - 1975 Morten Johansen, Frisk - 1974 Jan Kinder, Hasle/Løren - 1973 Arne Mikkelsen, Vålerenga - 1972 Steinar Bjølbakk, Vålerenga - 1971 Terje Thoen, Sinsen - 1970 Steinar Bjølbakk, Vålerenga - 1969 Georg Smefjell, Tigrene - 1968 Olav Dalsøren, Tigrene - 1967 Jan Erik Solberg, Jar - 1966 Per Skjerwen Olsen, Vålerenga - 1965 Thor Martinsen, Skeid - 1964 Chr. Petersen, Gamlebyen/Forward - 1963 Einar Bruno Larsen, Vålerenga - 1962 Roar Bakke, Gamlebyen/Forward - 1961 Knut Nygård, Skeid - 1961 Egil Bjerklund, Hasle/Løren - 1960 Tor Gundersen, Vålerenga - 1959 Leif Solheim, Furuset |

## Eksterne links
- Liste på Gullpuckenvinnare